# Pachygone poilanei
Pachygone poilanei är en tvåhjärtbladig växtart som beskrevs av François Gagnepain. Pachygone poilanei ingår i släktet Pachygone och familjen Menispermaceae. Inga underarter finns listade i Catalogue of Life.